# Ципиля
Ципиля (или Ципеля)— озеро в Щукинской волости Пустошкинского района Псковской области.
Площадь — 2,45 км² (245,0 га; с островами — 2,5 км² или 246,8 га). Максимальная глубина — 6,0 м, средняя глубина — 3,0 м.
Сточное. Из озера вытекает река Ципилянка, приток Алоли (бассейн реки Великой).
Тип озера лещово-плотвичный с уклеей и судаком. Массовые виды рыб: щука, окунь, плотва, лещ, судак, язь, линь, налим, ерш, красноперка, щиповка, вьюн, пескарь, уклея, густера, карась.
Для озера характерно илисто-песчаное дно, камни.